# Last Quarter (Kagen no Tsuki)
Last Quarter (下弦の月 Kagen no Tsuki?, lit. Luna menguante) es un manga shojo o josei japonés de tres tomos escrito por Ai Yazawa. Se publicó por primera vez en Ribon, una revista de manga para chicas adolescentes.
En 2004 fue adaptada a una película de acción real. La película fue estrenada en Estados Unidos por Geneon Entertainment. 
El manga tiene licencia de Viz Media en inglés y el primer volumen se lanzará en el cuarto trimestre de 2024.
En español fue publicado en 2009 por Planeta DeAgostini, en una edición de 3 volúmenes, actualmente descatalogada. Posteriormente la división de cómics de Planeta DeAgostini pasó a ser Planeta Cómics, y en 2018 publican una edición integral de Last Quarter que recoge todos los volúmenes en un solo tomo.

## Trama
Mizuki Mochizuki es una estudiante de secundaria que un día conoce a un hombre extranjero llamado Adam mientras éste toca la guitarra en la calle. Se hacen amigos y pasan dos semanas que juntos, en las que ella se enamora de él. El día que él se va de vuelta a su país, ella decide irse con él. Con su pasaporte y un bolso, cruza una de las muchas calles de Shibuya, mientras el semáforo está en rojo, para ir al punto donde habían quedado. De repente, su exnovio, que estaba por allí paseando, grita su nombre al verla; ella se da vuelta en medio de la carretera, y le ve correr tras ella. En ese momento, ella es atropellada por un coche (como Julia).
Un tiempo después, una niña llamada Hotaru, que ha perdido a su gato, confunde a un gato callejero con el suyo. El gato entra en una casa abandonada y ella se cuela entre los barrotes de la casa para seguirlo. Cuando se da cuenta de que el gato no es suyo, piensa en irse, pero es atraída por una hermosa melodía. Decide seguir la melodía y descubre a una chica tocando el piano. Después de hablarle a sus amigos sobre la chica, deciden ir todos juntos para conocerla. Cuando llegan, sus amigos no pueden ver a la chica. No es hasta queHotaru le entrega un cuaderno a la chica y ella lo levanta de las manos de Hotaru, flotando en el aire, que los amigos de Hotaru la creen. No tienen idea de quién es esta chica, pero están decididos a descubrir quién es y por qué está allí. El resto de la historia sigue sus investigaciones y descubrimientos sobre el fantasma al que llaman Eve.

## Personajes
Mizuki Mochizuki (望月 美月 Mochizuki Mizuki?)
Una estudiante de instituto de 17 años. Estuvo en un accidente de coche y se quedó en coma. Cuando despierta, no tiene ningún recuerdo de lo que ha pasado en sus días como Eve, ni de los cuatro niños que la ayudaron, o de Adam y las dos semanas que pasaron juntos. Sólo recuerda haber roto con su novio.
Hotaru Shiraishi (白石 蛍 Shiraishi Hotaru?)
La protagonista de la historia, una chica que conoce a Mizuki cuando ambas estaban en coma por distintos accidentes de tráfico. Cuando encontró al fantasma de Mizuki (Eve), decide ayudarla. Al principio del manga dice que le gusta Miura, pero al final, cuando se disculpa a Sae (su mejor amiga, a quien también le gusta Miura) admite que ahora le gusta Sugisaki.
Eve (イブ Ibu?)
La identidad del fantasma de Mizuki mientras ésta estaba en coma. Eve no recordaba nada acerca de quien era, solamente que Adam era su amante, y que debía encontrarlo. Poco a poco empieza a recuperar algunos recuerdos de cuando era Sayaka Kamijou, lo que confunde a los chicos, que estaban seguros de que Eve era Mizuki. En realidad, fue Sayaka quien poseyó el cuerpo de Mizuki. Solo Hotaru podía verla.
Adam Lang (アダム・ラング Adamu Rangu?)
El líder de la banda Evil Eye. Se da a entender que se suicidó a los 20 años de edad, después de que su novia falleciese por una enfermedad.
Sae Kayama (香山 沙絵 Kayama Sae?)
La mejor amiga de Hotaru. Es sensata y leal a sus amigos, e hizo todo lo posible para ayudar a Eve. A medida que avanza la historia, vemos que a Sae le empieza a gustar Miura, pero ella lo niega, pues sabe que a Hotaru le gusta Miura desde hace un tiempo. Incluso al final del manga, cuando Hotaru le pide disculpas y le pregunta si le gusta Miura, ella lo niega.
Tetsu Sugisaki (杉崎 哲 Sugisaki Tetsu?)
El compañero de clase de Hotaru, hijo del doctor que la atendió mientras ésta estaba en coma. También ayudó en la investigación para salvar a Eve. Más adelante es obvio que siente algo por Hotaru, pese a que ella parece no darse cuenta.
Masaki Miura (三浦 正輝 Miura Masaki?)
El mejor amigo de Tetsu. Sus padres son famosos  están divorciados. Vive con su padre, que siempre está fuera, trabajando. Aunque a veces hace comentarios sin tacto, él quiere ayudar a Eve. En la película lleva gafas y es el que sigue a Hotaru a la casa abandonada la primera vez que entran.
La primera vez que conoce a Hotaru, comenta que ella es muy mona. Más adelante se deja ver que tiene un posible interés en Sae.
Tomoki Anzai (安西 知己 Anzai Tomoki?)
El exnovio de Mizuki. Ella soportó su infidelidad hasta que él le puso los cuernos con su mejor amiga. Tras romper, él quería pedirle disculpas, pero antes de poder hacerlo Mizuki tuvo el accidente. Mientras Mizuki está en coma, se ve que él aún la quiere y se preocupa por ella, y que se arrepiente de haberle hecho tanto daño, mientras recuerda su pasado juntos y cómo empezaron a salir.
Sayaka Kamijou (上條 さやか Kamijō Sayaka?)
La querida novia de Adam. Estudiaba en Reino Unido cuando se conocieron. Desgraciadamente, murió de una enfermedad cuando tenía unos 17 años.

## Otras lecturas
- Santos, Carlo (2 de mayo de 2006). «The Melancholy of Kanji Sasahara - RTO». Anime News Network.